# 奥迪莱·范安霍尔特
奥迪莱·范安霍尔特（荷蘭語：Odile van Aanholt，1998年1月14日—），荷兰女子帆船运动员，2021年世界锦标赛女子49人FX级金牌得主、 2022年世界锦标赛女子49人FX级金牌得主、2024年夏季奥林匹克运动会女子49人FX级金牌得主。